# Odorrana rotodora
Odorrana rotodora är en groddjursart som först beskrevs av Yang och Rao in Yang 2008.  Odorrana rotodora ingår i släktet Odorrana och familjen egentliga grodor. Inga underarter finns listade i Catalogue of Life.